# Rita Lecumberri

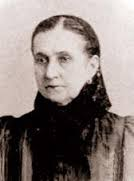
Rita Lecumberri

Rita Lecumberri (1836-1910) là một nhà văn và nhà giáo dục người Ecuador. Bà là một nhà thơ và nhà tiểu luận xuất bản và được trao giải. Bà cũng được ghi nhận cho những đóng góp của mình cho giáo dục phụ nữ ở Ecuador. Bà là giám đốc của Escuela San Alejo vào năm 1880-82 và 1882-95. Một trường học (El colegio Rita Lecumberri) được đặt theo tên của bà, cũng như một giải thưởng. Bà được sinh ra ở Guayaquil, và cũng được chôn cất ở đó.

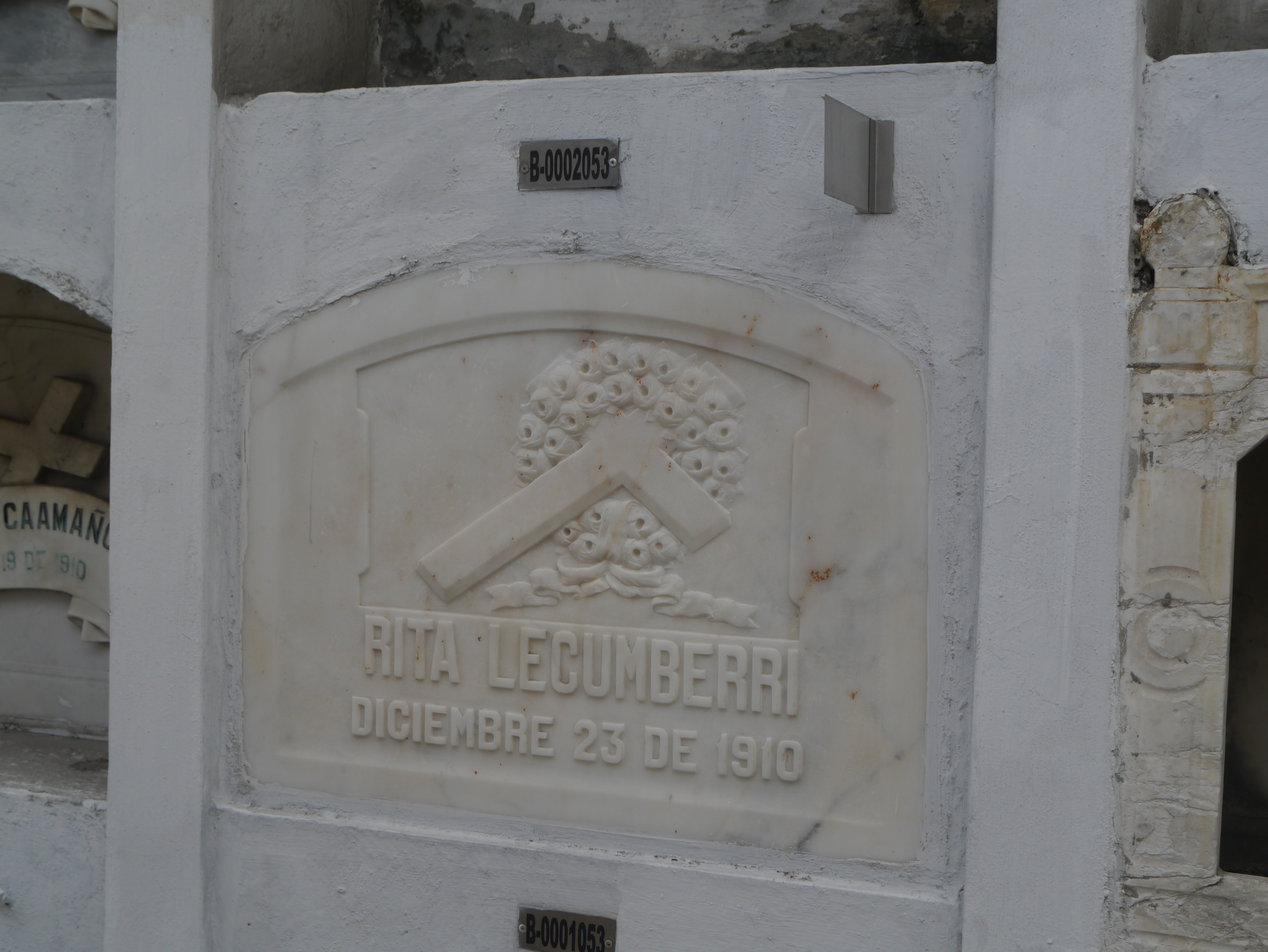
Lăng mộ của Rita Lecumberri